# Thời kỳ cận đại
Cận đại là một thời kỳ trong lịch sử loài người kéo dài từ giai đoạn sau Hậu kỳ Trung Cổ (k. năm 1400–1500) đến đầu Kỷ nguyên Cách mạng (k. năm 1800). Trong tiếng Việt, thuật ngữ này theo nghĩa hẹp chỉ tương ứng với "hậu kỳ cận đại" (late modern period) bắt đầu vào giữa thế kỷ 18, hoặc hẹp hơn nữa bắt đầu vào khoảng năm 1900; theo nghĩa rộng thuật từ này còn bao gồm cả "sơ kỳ cận đại" (early modern period) bắt đầu vào khoảng năm 1500 hoặc trước đó vài thập kỷ, diễn ra những sự kiện như nghệ thuật Phục Hưng phổ biến rộng khắp châu Âu, Đế quốc Byzantine sụp đổ và Thời đại Khám phá. Thời kỳ cận đại gắn liền với sự phát triển của chủ nghĩa tư bản, những tiến bộ công nghệ và các cuộc cách mạng.

## Khái niệm
Dựa theo những tiêu chí chính trị và văn minh, lý giải về sự kiện khởi đầu cũng như sự kiện kết thúc của thời kỳ Cận đại không được đồng nhất:
- Thời kỳ cận đại kéo dài từ năm 1453 khi Constantinopolis rơi vào tay đế quốc Ottoman đến khi Cách mạng Pháp bùng nổ năm 1789.
- Từ khi Nội chiến Anh bùng nổ năm 1640 đến khi Cách mạng Tháng Mười diễn ra năm 1917 ở nước Nga.
- Từ sau những cuộc phát kiến địa lý ở thế kỷ XV cho đến trước cuộc Cách mạng khoa học - kỹ thuật đương đại (diễn ra vào giữa thế kỷ XX).

Thời kỳ cận đại chứng kiến chủ nghĩa tư bản thế giới trên đà phát triển, các thể chế quốc gia dân chủ được thiết lập và củng cố, giữa hai nền văn minh phương Đông và phương Tây xảy ra những cuộc xung đột, nhưng bên cạnh đó cũng có sự giao lưu. Cũng trong thời kỳ này, cuộc Cách mạng công nghiệp - cơ khí được thực hiện.
Đối với các quốc gia Đông phương, thời Cận đại thường được xem là khởi đầu với cuộc xâm lược của chủ nghĩa thực dân phương Tây. Theo Từ điển Bách khoa Toàn thư Việt Nam, thời Cận đại ở các nước Đông phương gắn liền với quá trình xâm lược và chống xâm lược, sự chuyển biến hình thái kinh tế - xã hội theo chiều hướng tư bản chủ nghĩa, quá trình cải cách và cách mạng của những cơ cấu quyền lực chính trị. 
- Ở Việt Nam, nhiều ý kiến cho rằng thời kỳ Cận đại bắt đầu từ khi cuộc xâm lược của thực dân Pháp khởi đầu năm 1858 cho đến Cách mạng Tháng Tám diễn ra năm 1945.
- Trong lịch sử cận đại ở Nhật Bản, Thiên hoàng Minh Trị đã thực hiện cuộc cải cách Minh Trị Duy Tân. Nhờ có cuộc cải cách của ông, Nhật từ một nước phong kiến trở thành một đất nước hiện đại, đứng trong hàng ngũ các cường quốc thế giới.